# Erling Eriksson
Erling Erikson (936-963) fue príncipe vikingo de Noruega, quinto hijo de Erico I de Noruega y su consorte Gunnhild.
Existe una controversia sobre su muerte. Mientras que Historia Norwegiæ cita que murió en el campo de batalla luchando contra su tío Haakon el Bueno, Snorri Sturluson menciona que fue asesinado por los bóndi de Trondheim que estaban insatisfechos por las severas condiciones de vida y tributos sobre ellos.